# فرايماركت

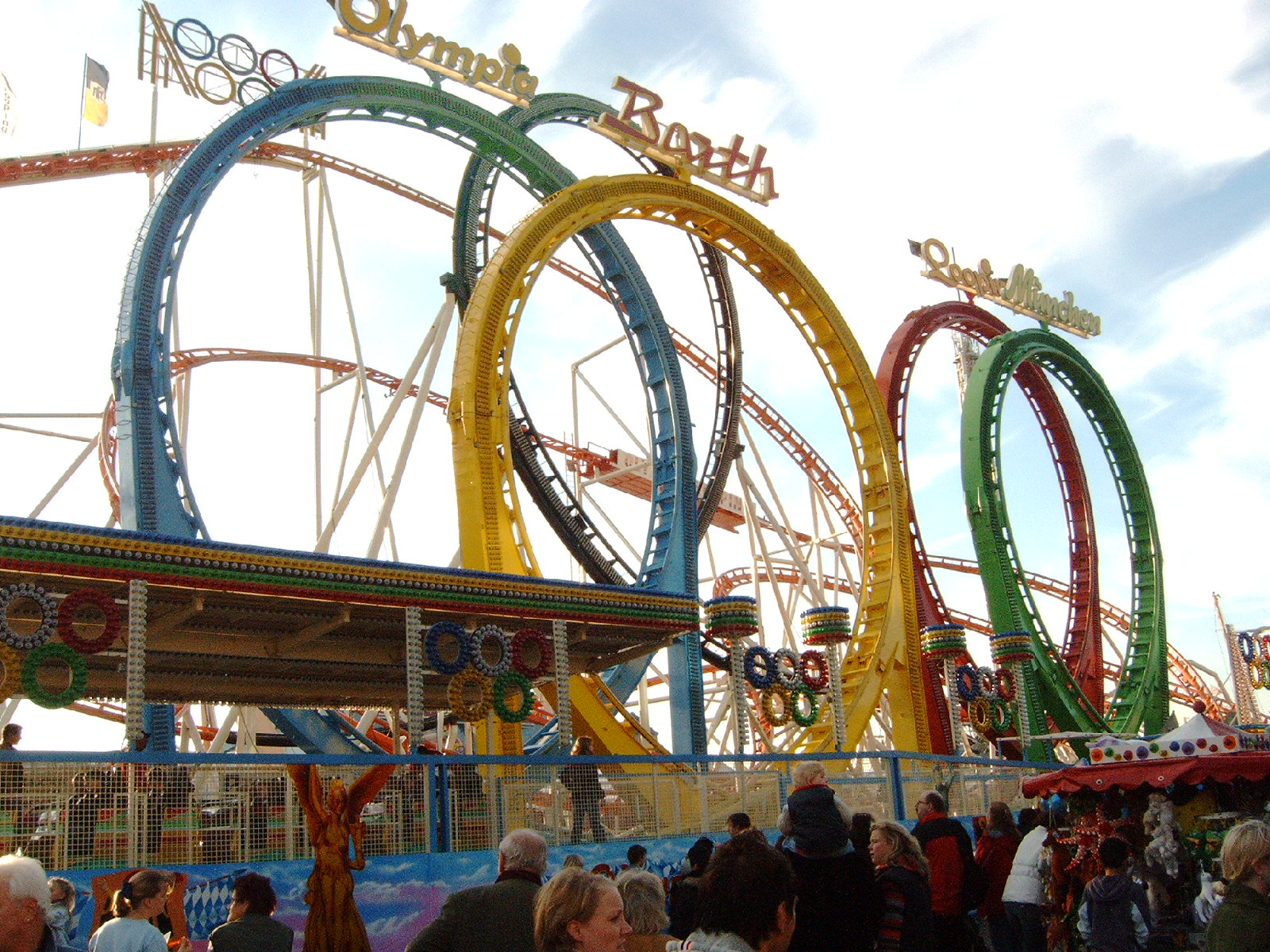
5 دوائر في لعبة الانزلاق في فرايماركت

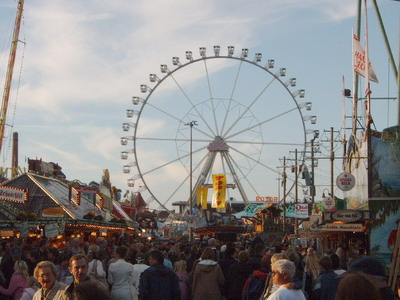
دولاب عملاق في المهرجان

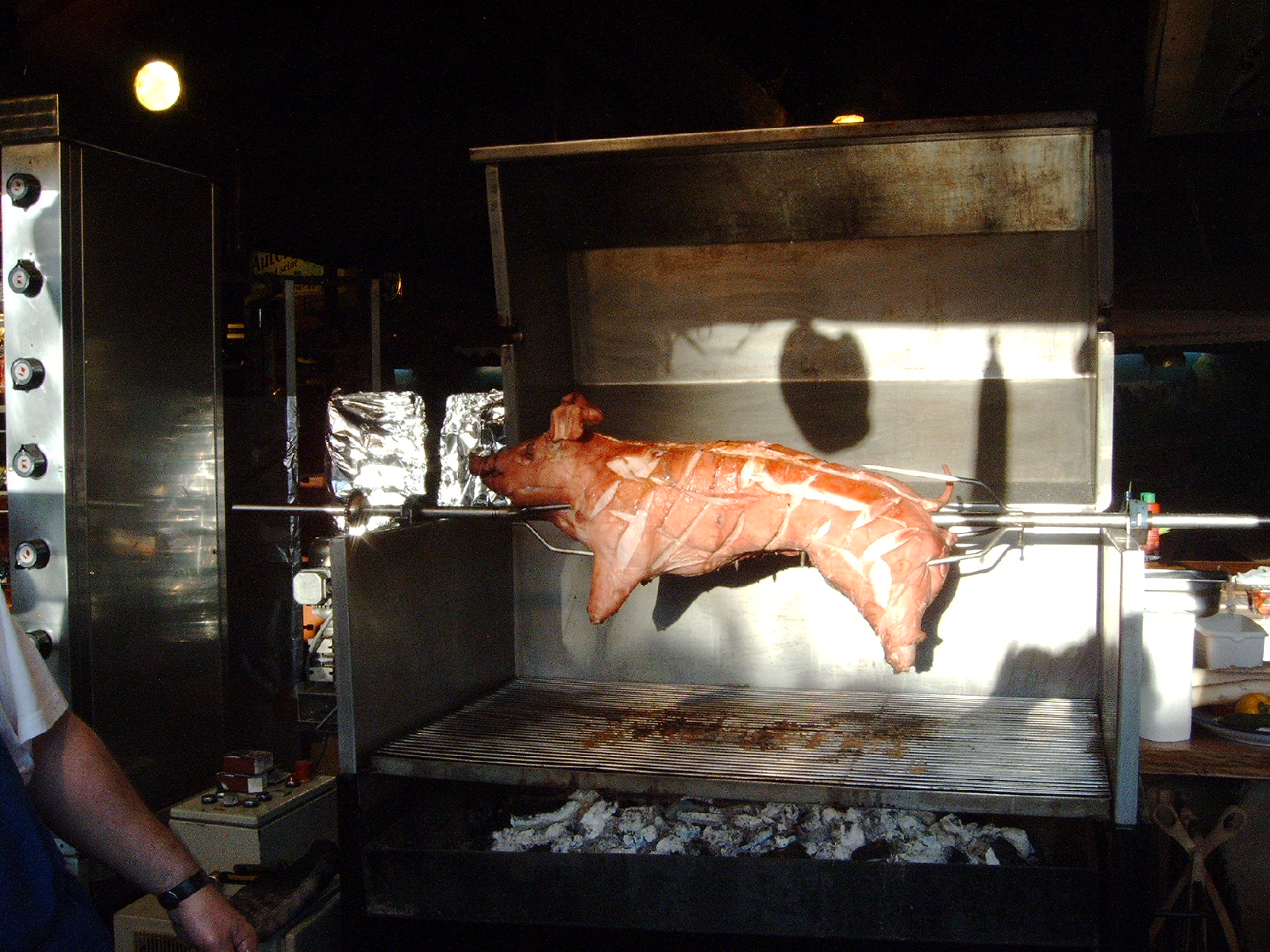
لحم الخنزير الوجبة الرئيسية في المهرجان

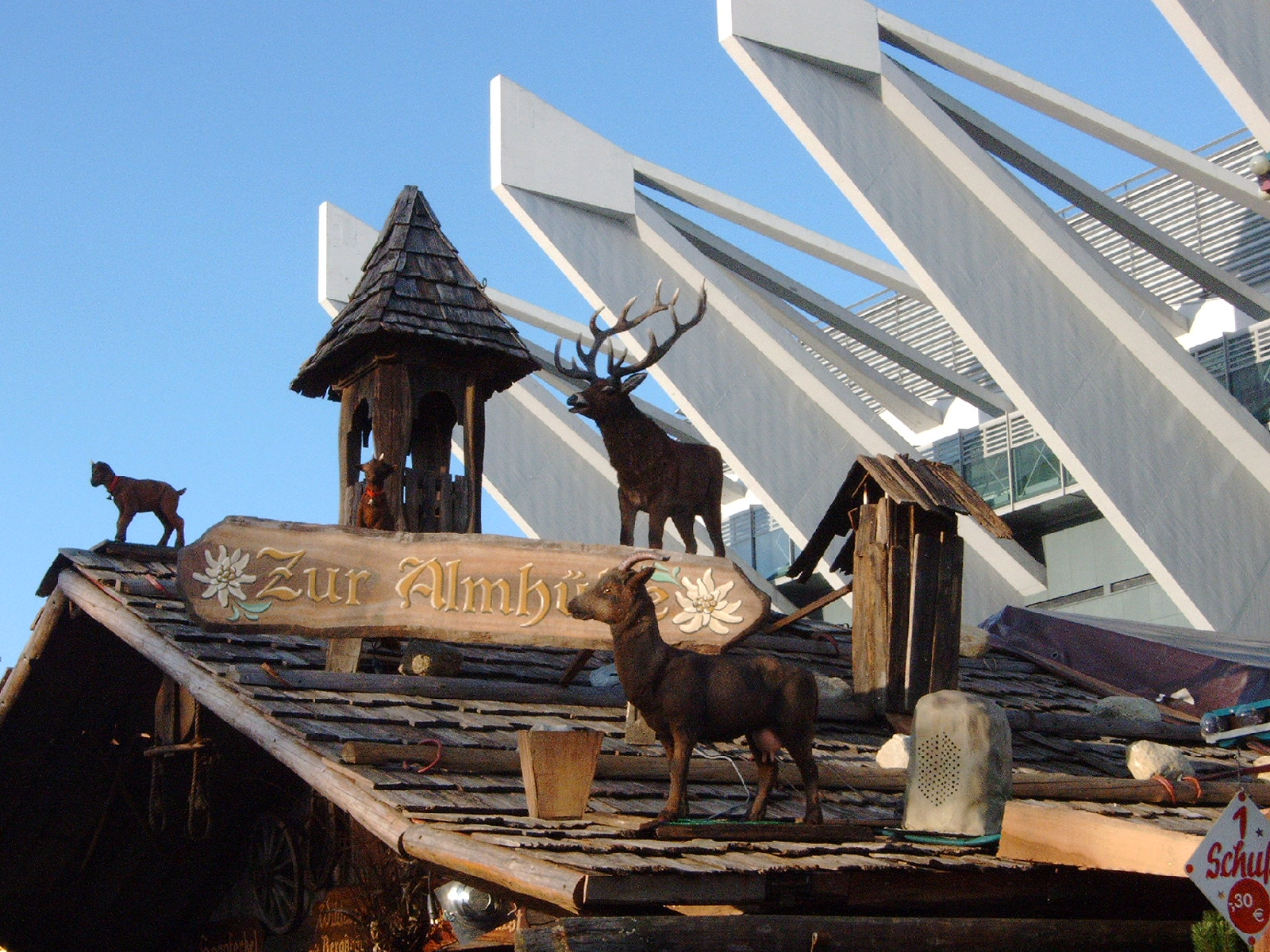
يتميز المهرجان بالدمى المتحركة ميكانيكيا

مهرجان فرايماركت، ظهر المهرجانِ الأقدمِ في ألمانيا في العصور الوسطى، حيث منح الإمبراطور كونراد الثاني رئيسَ الأساقفة بتزيلكين الحقّ لتَنظيم المعرض. في 16 أكتوبر 1035.
في 1936 وبعد أن كان فرايماركت يتجول على مواقع مختلفة داخل بريمن، ثُبِتَ موقعه في بيرغرفايدر.
- أول عرض: 1036
- المدّة: 17 يوم بالسنة خلال أكتوبر ونوفمبر
- المساحة: أكثر من 100,000 m² على موقعين بيرغرفايدر ومربع السوقِ
- يتجاوز مدخوله السبعين مليون يورو خلال السبعة عشرة يوما.